# Мікробіологічне збагачення вугілля
Мікробіологічне збагачення вугілля (рос. микробиологическое обогащение угля, англ. microbiological preparation of coal; нім. mikrobiologische Aufbereitung f der Kohle) — спеціальний метод збагачення, оснований на відмінностях в адгезійній активності зольної (породної) та органічної (вугільної) речовини після її обробки екзобілками. Вихідний матеріал подрібнюється до крупності — 0,5 мм, обробляється протягом 3—5 діб розчином екзобілків у водному середовищі, після чого гідросуміш перемішується. При цьому зольна фаза агрегатується, а вугілля залишається в первинному стані.
Досліди Інституту фізико-органічної хімії та вуглехімії імені Л. М. Литвиненка НАН України, проведені на донецькому вугіллі марки Д ЦЗФ «Трудівська», показали можливість збагачення вихідного вугілля зольністю 50% з отриманням концентрату і відходів відповідно зольністю 25 та 75%.